# Okres Kurbin
Okres Kurbin (albánsky Rrethi i Kurbinit) je okres v Albánii v kraji Lezhë. Žije v něm 54 000 obyvatel (odhad z roku 2004), jeho rozloha činí 235 km². Hlavním městem okresu je Laç, kde žije zhruba polovina jeho obyvatel. Okres Kurbin hraničí s dalšími pěti okresy a má přístup k moři.